# ハンファ・イーグルス
ハンファ・イーグルス（朝: 한화 이글스、英: Hanwha Eagles）は、KBOリーグに所属する大韓民国のプロ野球チームである。大田広域市をホームタウンとし、本拠地は同市内にある大田ハンファ生命イーグルスパーク。親会社は韓国の有力企業グループの一つハンファグループ。

## 概要
1985年、KBOリーグ創設後初の新設チーム（7番目）として「ピングレ・イーグルス」が創設。大田広域市（当時の大田市）をホームタウンとする条件での創設だった（後述）。球団名は「ピングレ」から1994年に「ハンファ」へと変更されたが、運営母体は一貫してハンファグループである。

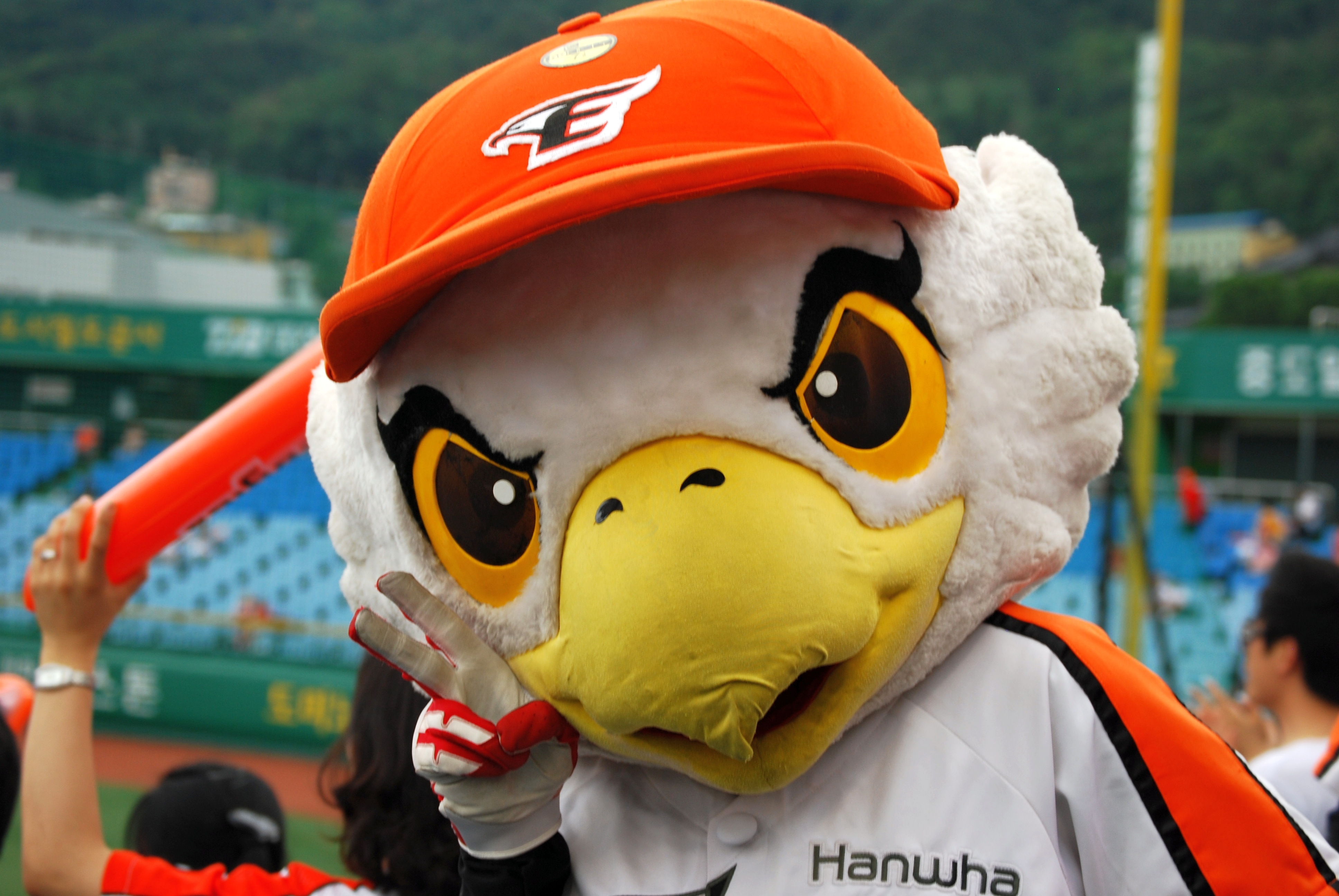
マスコットのウィニ（위니）

本拠地は球団創設時から2024年まで大田ハンバッ運動場野球場（現愛称：大田ハンファ生命イーグルスパーク）を使用し、2025年から大田ハンファ生命ボールパークへ移転した。準本拠地は忠清北道清州市西原区にある清州総合運動場野球場である。二軍は2013年より忠清南道瑞山市の瑞山野球場を使用している。

## 歴史

### 草創期（1985年 - 1987年）
韓国プロ野球の草創期、大田（テジョン）市（当時は忠清南道管轄）を本拠地として申し出る球団がなかったため、ソウルを本拠地として希望していたOBベアーズ（現：斗山ベアーズ）が、1984年のシーズンが終わるまで、大田をホームとする新球団を創設する条件で、3年間大田に本拠地を構えていた。その間、KBOは忠清南道天安市出身の金升淵会長が総帥の韓国火薬に大田を本拠地とする新球団創設を打診。韓国火薬がこれを受諾して、1984年シーズンオフ、新球団を創設。球団の名前につける企業名は、一般人に怖い印象を与える社名の韓国火薬の代わりに、ファンにもっと親密に近づけるように、グループ傘下の食品会社である「ピングレ」（朝鮮語で「スマイル」の意）に決定。ニックネームは一般公募を通じて一番の得票を記録した「イーグルス」とし、新球団「ピングレ・イーグルス」（빙그레 이글스）の船出となった。
KBOと既存の6球団はピングレのリーグ参加を容易にするため、保有選手を供出することに加え、1984年と1985年のドラフトで、それぞれ10枚の特別指名権を与えた。これでピングレ・イーグルスは当時ロサンゼルス・オリンピック野球韓国代表出身選手を含む、当時のドラフトの目玉になっていた大卒新人選手を多く入団させて、チームを形作ることまでは難なく進んでいた。そして、ピングレ・イーグルスは、新球団のリーグ参加による衝撃を緩和するため、1年間の準備期間を経て、1986年シーズンからリーグ戦に参入させることにした。
しかし、各チームの保有枠から外れた選手や新人主体のチームは当時最下位の代名詞であった青宝ピントゥスと最下位争いをすることに。結局、球団元年の1986年は最下位、1987年は青宝を抜いて7チーム中6位で最初の2年を過ごした。

### 飛躍と挫折（1988年 - 1992年）
2年間の最下位争いの後、初代監督の裵聖瑞（ペ・ソンソ）との契約の終了に合わせて、OBベアーズと三星ライオンズでそれぞれチームを優勝に導いた金永徳（キム・ヨンドク）を優勝請負人として監督に招いた。金永徳が監督を務めた1988年シーズンからチームは、その前とは違う戦いぶりを披露。シーズン序盤から上位争いに食い込み、当時全盛期を謳歌していた首位のヘテ・タイガースに0.5ゲーム差の2位で前期リーグを終了、世間を驚かせた。後期リーグは3位で終了して、プレイオフで後期リーグ2位の三星と対決。そこまで2年連続韓国シリーズに進出して、ポスト・シーズンの経験の豊富な三星の優位との予想を覆し、3連勝で三星を一蹴。また波乱を起こしながら、一軍参入3年目で韓国シリーズ進出を決めた。ヘテ・タイガースとの韓国シリーズでは3連敗で一気に王手をかけられたが、それから第4、5戦をものにして、シリーズを第6戦まで持ち込んだ。結局第6戦に敗れて、2勝4敗で敗退した。
翌年のシーズンは1シーズン体制に制度が変更。リーグ戦の1位チームに韓国シリーズ直行の権利が与えられる制度の下で、ピングレは当時「ダイナマイト打線」と呼ばれた豪快な打線をバックにシーズン序盤から首位を快走。2位のヘテに5.5ゲーム差をつけて首位でレギュラーシーズンを終了。2年連続で韓国シリーズ進出に成功した。そして、プレイオフを勝ち越してシリーズにあがったヘテとのリターンマッチになったシリーズの第1戦で李康敦（イ・ガンドン）がヘテのエース宣銅烈から1回裏先頭打者ホームランを打ったのを合図に打線の爆発で宣銅烈を打ち崩し、シリーズの緒戦をものにした。そこまでの韓国シリーズで緒戦を勝ったチームは全部優勝したが、1回裏に4点を挙げて勢いを保ったまま迎えた2回戦の2回表に当時2年目のショート、張鍾熏（チャン・ジョンフン）が決定的エラーを犯して逆転負けを喫し、そのまま4連敗。また、準優勝に甘んじた。
1990年は、シーズン中盤まで首位を走るも、2年間の準優勝の後遺症で故障者が続出。9月以降失速して3位でレギュラーシーズンを終了。準プレイオフで4位の三星に2連敗で敗退した。
故障者の復帰と、年間ホームランと打点の新記録を樹立し韓国を代表する巨砲として成長を遂げた張鍾熏を中心とする打線の活躍により、1991年はレギュラーシーズン2位でプレイオフに直行した。ここで、ロッテ・ジャイアンツを下して勝ち上がった三星を3勝1敗で退けて、韓国シリーズに進出。しかし、3度目の挑戦となった今度の相手もまたヘテ・タイガースであった。ヘテはこの年レギュラーシーズンで2位以下に大きな差をつけながら、首位を独走して韓国シリーズに進出した。それで、誰もがヘテの圧倒的有利と予想した。シリーズが始まると、予想通りピングレは第2戦まで終始圧倒され2連敗で本拠地に帰ってきた。
本拠地に場を移して開かれた第3戦で先発の宋津宇（ソン・ジヌ）が8回2死まで一人の走者も許さない投球を演出しながら、1対0でリード。この試合はレギュラーシーズンでもなかった完全試合への期待で、韓国中の野球ファンは騒然となっ
た。しかし8回の3人目の打者が打った平凡なファウルフライを当時のライト守備についていた李重和（イ・ジュンファ）が落球すると、その打者に四球を許し完全試合を逃した。結局、ここから宋津宇が打たれ出してその試合も1対4で逆転負けを喫した。翌日の第4戦も宣銅烈の前に手も出せないまま完敗して3度目の挑戦は1勝も挙げられないまま終わった。
1991年も準優勝に終わったものの、翌年の1992年は最多勝と最優秀救援を席巻した宋津宇と韓国プロ野球史上初の年間40本塁打を記録した張鍾熏を軸にシーズン始めから首位を独走し、9月初旬には早くも韓国シリーズ進出を確定。最終的には、史上初の年間80勝を挙げた。なお、この年は宣銅烈がデビュー以来初めて負傷で戦線を離脱するなど2勝止まりだったのが影響して、レギュラーシーズン2位ヘテが準プレイオフを勝ち抜いてきた同3位のロッテに最終戦の第5戦までもつれ込む接戦の末敗退する結末でロッテがシリーズの相手になった。この時点まではついにピングレに初優勝のチャンスが到来するかと思われた。しかし、レギュラーシーズンで7勝止まりだったロッテの投手、朴東煕（パク・ドンヒ）がレギュラーシーズンとは見違える好投を披露してピングレ打線を封じ、このシリーズは誰も予想しなかったロッテの4勝1敗の優勝で幕を下ろした。

### 沈滞期（1993年 - 1998年）
1993年シーズンは故障者続出であったが、特に2年連続でホームランと打点の年間記録を更新した張鍾熏の負傷と不振は致命的であった。そして、新戦力の方でも前年のドラフトで大卒、高卒でそれぞれ目玉になっていた具臺晟と盧長震（ノ・ジャンジン）を取りながら、具臺晟は故障、盧長震はプロの厳しいトレーニングについていけず、チームを離脱した。 結局、チームも5年ぶりに5位以下へ転落して、金永徳監督がこのシーズンオフ限りで、韓国シリーズでの4度の失敗とこの年の不振の責任を取って、契約切れをもって退団した。
翌年の1994年は親会社の韓国火薬の総帥一家の相続を巡る争いで、それまでチームの冠会社だったピングレが系列から分離。しかし、プロ野球チームの保有はそのまま親会社の韓国火薬が続けることになった。そして、ピングレ側の分離を以て韓国火薬もハンファに名称を変更。それにしたがってチーム名も「ハンファ・イーグルス」（한화 이글스）に変わり、ユニフォームやロゴも一新された。そして、金永徳監督の時にヘッド・コーチを務め、またロッテ・ジャイアンツを2度の優勝に導いた姜秉徹（カン・ビョンチョル）を後任監督として招いた。この年は、序盤の不振を克服して、レギュラーシーズンはヘテと同率3位で終了。準プレイオフでは対戦成績で勝ち越したヘテの方に開幕権を譲ったが2連勝で通過。4度の韓国シリーズの中で3度の失敗のリベンジを少しながら果たした。しかし、プレイオフでは太平洋ドルフィンズに3連敗となった。
1995年からは、1990年前後を支えた選手たちに衰えが見え始め、1992年入団の鄭珉哲と1993年入団の具臺晟を除くと、それを補う新戦力はなかなか登場せず、世代交代に苦労してチーム戦力は下降の一路をたどるようになった。1996年は、16勝24セーブで5冠（MVP、最多勝、最優勝防御率、勝率、最優秀救援）のタイトルを取った具臺晟の大車輪の活躍によりレギュラーシーズン3位で準プレイオフに進出したが、4位の現代ユニコーンズに敗退した。そして、1997年・1998年は2年連続7位に止まり、1998年KBOオールスターゲームによる中断期間に姜秉徹監督を解任するという、球団史上初のシーズン途中監督交代という事態に至った。

### 初優勝（1999年）
1998年シーズン途中、姜秉徹監督を解任してヘッドコーチであった李煕洙（イ・ヒス）を監督代行として昇格させたが、7位でシーズンを終了。しかし、1998年シーズンオフ、後任の候補を探すも適任の人物が見つからず、そのまま李煕洙を正式監督として座らせ1999年シーズンに臨んだ。もともとプロでの監督経験がなかった李煕洙が2年連続7位のチームを受け継いで、監督代行を務める間目立った動きを見せなかったこともあって、1999年シーズンの展望は良い方ではなかった。
しかし、この年は2年間不振に陥った宋津宇の復活とともに、鄭珉哲、李相睦（イ・サンモク）の先発3本柱が立ち直って、8球団の中で一番安定した投手ローテーションを確立。その後を抑えの具臺晟が締めるパターンで、先発3人は揃って14勝以上、具臺晟は8勝26セーブ。それに1998年から始まった外国人選手の導入でこの年獲得したジェイ・デイビスとダン・ローマイヤーは、それぞれ3割30本塁打30盗塁とシーズン45ホームランの活躍を見せ、主砲の張鍾熏も28ホームランで復活。これらの活躍で夏場からはLGツインズとマジックリーグ2位の座を置いて熾烈な争いを繰り広げた。
そして、9月中旬、現代との3連戦で全勝したことから快進撃が始まり、LGを退けてマジック・リーグ2位の資格でプレイオフに進出。プレイオフでもドリーム・リーグ1位でリーグ全体でも1位の成績を収めた斗山ベアーズを4連勝で破り、7年ぶりの韓国シリーズ進出を確定した。ロッテとの韓国シリーズでは、先発3本柱の安定した投球で4勝1敗で優勝した。

### 2000年代前半（2000年 - 2004年）
1999年の韓国シリーズ制覇は、李煕洙監督の能力によるものというよりはすべてがよい方向に進んだ結果というのが大方の見方だった。結局、優勝の動力だった先発3本柱の方は、鄭珉哲は1999年シーズンオフに日本の読売ジャイアンツへ移籍、李相睦は故障でリタイアして、宋津宇一人だけ先発ローテーションを守るなか、外国人のデイビスとローマイヤーも怠慢な態度を見せ始め、前年優勝した勢いは完全に消滅。チームは7位に逆戻り、結局、もともと多くを期待されなかった李煕洙監督は2000年限りで退団した。
2000年シーズンオフ、自律野球を標榜し、投手分業制のシステムでLGを優勝に導いた李廣煥（イ・グァンファン）監督を招いた。李廣煥監督は赴任初年度にチームを準プレイオフに導くも公式戦では勝率5割を切り負け越した。斗山との準プレイオフでも敗退。2002年は6位、監督が球団OBの柳承安（ユ・スンアン）に変わった2003年は5位、2004年は7位と成績は低迷した。

### 2000年代後半・金寅植監督時代（2005年 - 2009年）
金寅植監督が就任した2005年は開幕前の低評価を覆し、レギュラーシーズン4位で準プレーオフに進出し、3位のSKワイバーンズを破りプレーオフに進出したものの斗山に3連敗した。2006年は高卒ルーキー柳賢振（リュ・ヒョンジン）の活躍が話題を呼び、レギュラーシーズン3位で準プレーオフ、プレーオフを勝ち抜き、前回の1999年以降、7年ぶりに韓国シリーズへ進出した。しかし、韓国シリーズでは三星に1勝4敗1引分で敗退した。2007年も上位争いに食い込み公式戦3位で3年連続でポストシーズン進出に成功。準プレーオフで4位の三星に勝って、3年連続でプレーオフに進出に成功したが、今度は2位の斗山に3連敗で敗れ、韓国シリーズ優勝はまたお預けとなった。2008年はオリンピックによる中断期間以降調子を落とし4位争いからも脱落。レギュラーシーズン5位で4年ぶりにポストシーズン進出に失敗した。
2009年は金寅植監督がWBC（ワールドベースボールクラシック）の韓国代表監督を務め準優勝という好成績を残したものの、肝心の自身の率いるチームは投手陣の世代交代失敗や、主砲金泰均の長期離脱もあり、6月から最下位を独走するようになった。そして長年チームを支えた宋津宇、鄭珉哲の2人のベテラン投手も引退を表明し、一軍リーグ参入初年度の1986年以来となる23年ぶりの年間最下位を記録するなど、転機の1年となった。また金寅植監督もこの年限りで退任し、新監督には大田出身ながら現役時代や指導者の経歴を通して一度もピングレ／ハンファに在籍したことのない韓大化が就任した。だが11月には金泰均・李杋浩の2名の主軸打者が日本プロ野球へ、12月には抑え役を務めていたブラッド・トーマスがメジャーリーグへとそれぞれ移籍し、大きな戦力流出となった。

### 2010年代(1)・韓大化監督時代（2010年 - 2012年）
韓大化監督初年度だが戦力的に苦しいとされた2010年は、投打ともに選手層の薄さが目立ち、球団史上初の2年連続最下位に終わった。この年限りでベテラン左腕の具臺晟も退団し、チームには1999年の優勝を知る者がいなくなり、更なる世代交代が進むことになった。2011年はLGと同率6位となり最下位から脱出した。オフには金泰均が復帰、韓国人初のメジャーリーガー・朴賛浩が入団した。2011年12月より本拠地の大田ハンバッ運動場野球場の大規模改修工事が開始され、2012年4月の主催試合はすべて準本拠地の清州総合運動場野球場で開催された。2012年は序盤から低迷し続けたことで、シーズン途中の8月28日、韓大化監督の辞任が発表され、韓容悳(ハン・ヨンドク)首席コーチが監督代行として残りの試合の指揮を執ったが2年ぶりの最下位に終わった。

### 2010年代(2)・金應龍監督時代（2013年 - 2014年）
2012年10月、かつてヘテ、サムスンを指揮し、10度の韓国シリーズ優勝を成し遂げた金應龍（キム・ウンニョン）監督が、71歳という高齢にもかかわらず監督に就任した。同年12月、2006年よりエースとして活躍してきた柳賢振がポスティングによりロサンゼルス・ドジャースへ移籍した。2013年シーズンは韓国プロ野球最多の開幕13連敗を記録し、2年連続最下位となった。しかも同年よりNCダイノスの加入により9球団制となったため、韓国プロ野球史上初の9位でもあった。低迷からの脱出を図るため、同年オフシーズンには鄭根宇、李容圭の韓国代表選手2名をFAで獲得した。だが2014年も3年連続最下位に終わった。

### 2010年代(3)・金星根監督時代（2015年 - 2017年）
2014年10月、ＳＫを3度の韓国シリーズ優勝に導くなど名監督として知られる金星根監督が就任し、裵英洙、權奕、宋恩範のFA選手と契約するなど補強に努めた。2015年は6位となり、2012年から2014年までの3年連続最下位からは脱出した。2016年は7位だった。2017年5月21日に金星根監督が辞意を表明し、23日に正式に受理され、李相君投手コーチが監督代行に就任した。同年は8位で韓国プロ野球タイ記録(2003～2012年のLG)の10年連続ポストシーズン進出失敗となった。

### 2010年代(4)・韓容悳監督時代（2018年 - 2019年）
2017年10月、ハンファのOBで2012年に一時期監督代行を務めた韓容悳監督が就任した。2018年はレギュラーシーズン3位で11年ぶりにポストシーズンへ進出したが、準プレーオフでネクセン・ヒーローズに敗れた。2019年は9位だった。

### 2020年代(1)・韓容悳監督－崔元豪監督代行時代（2020年）
2020年6月7日、球団新記録の14連敗を記録し最下位に低迷していたため、韓容悳監督が辞任し崔元豪二軍監督が監督代行に就任した。6月12日、韓国プロ野球タイ記録の18連敗となり、6月14日に勝利し連敗記録が終わった。2020年は6年ぶり、10球団制では初の最下位（10位）だった。

### 2020年代(2)・スベロ監督時代（2021年 - 2023年5月11日）
2020年11月27日、初の外国人監督としてカルロス・スベロ監督の就任が発表された。2021年は2年連続最下位だった。
2022年は3年連続最下位、しかもチーム史上最多の96敗を記録した。2023年5月11日の試合終了後、監督交代となった。

### 2020年代(3)・崔元豪監督時代（2023年5月12日 - 2024年5月27日）
2023年5月12日より崔元豪監督が就任した。同年は9位で、3年連続最下位から脱出した。2024年5月27日、当時8位と成績不振で崔元豪監督が解任され、鄭慶培首席コーチが監督代行となった。

### 2020年代(4)・金卿文監督時代（2024年6月3日 - ）
2024年6月3日より金卿文監督が就任した。同年は8位だった。
2025年より大田ハンファ生命ボールパークへと本拠地球場を移転する。

## チームの特徴

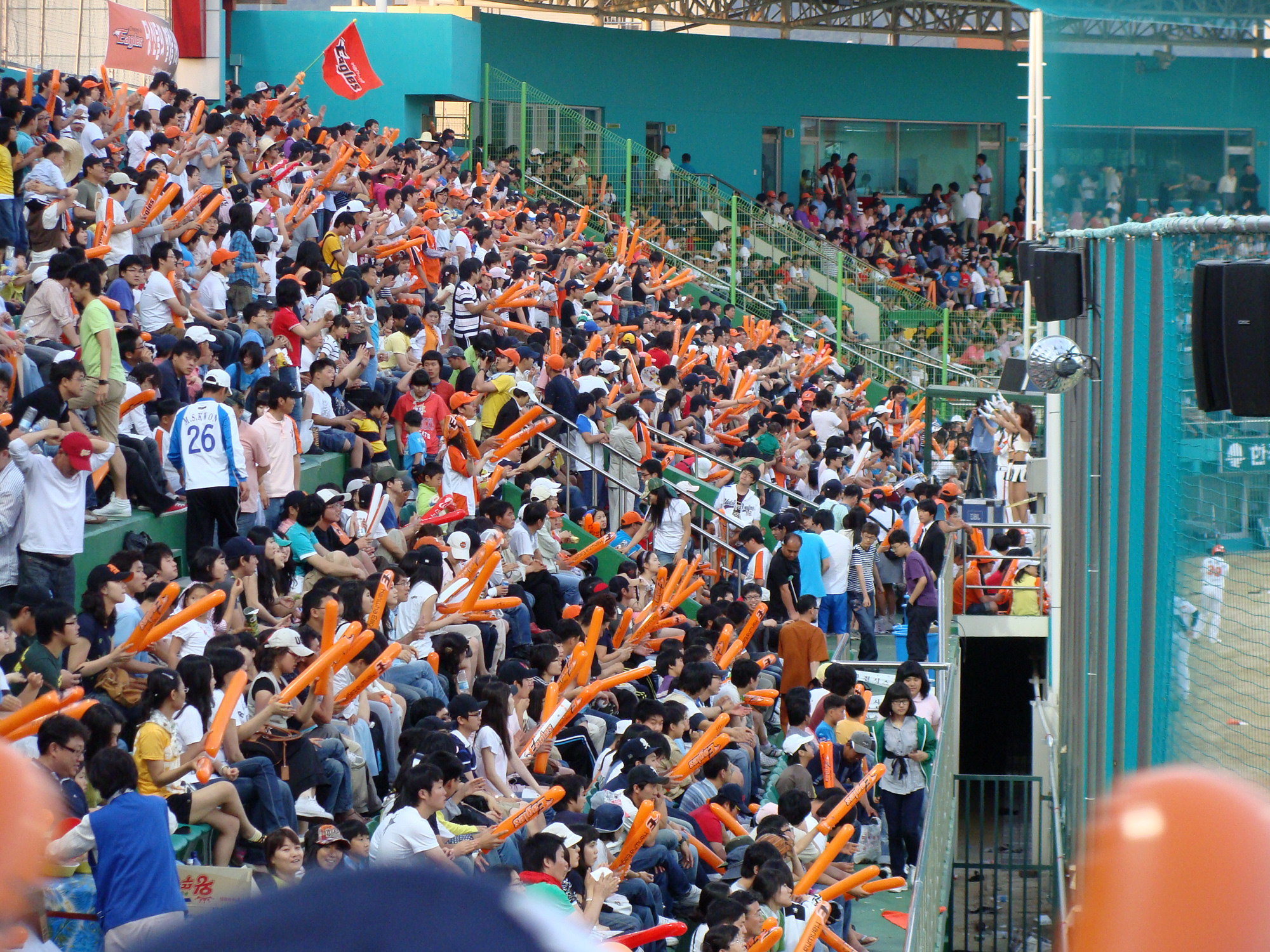
イーグルスのファン（清洲野球場）

- 選手、監督を問わず、チームに所属する期間が他球団と比べて比較的長かった。
韓国プロ野球現役最年長の43歳まで現役を続け、21年間の現役生活で一度も移籍しなかった宋津宇（ソン・ジヌ、1989年入団、2009年引退）を始め、鄭珉哲（チョン・ミンチョル、1992年入団、2009年引退）、具臺晟（ク・デソン、1993年入団、2010年引退）などが挙げられる。野手の方でも、19年間所属して引退した張鍾熏（チャン・ジョンフン）、韓国ではハンファのみに18年間所属し引退した金泰均（キム・テギュン）など生え抜きで10年以上在籍した選手が多い。だが、2009年以降チームの世代交代を進めたため、2010年からそういった生え抜き選手は減少傾向にあり、2012年から2014年まで3年連続最下位に低迷したことで鄭根宇、李容圭などFAで有名選手を補強することも目立った。

- ピングレ時代の8年間はユニフォームの変更が一度もなかったが、ハンファになってからはユニフォームの変更が頻繁に行われた。メジャーチェンジとマイナーチェンジを含めて、15年間で6度のユニフォーム・チェンジがなされた。2009年からは、韓国プロ野球では初めて選手の背ネームをローマ字で表記したデザインが採用されたが、1年限りで終わった。

- 上述の主力の長い在籍のおかげで、韓国プロ野球創設メンバーの6球団（OB・三星・MBC・ヘテ・ロッテ・三美）より4年遅れて一軍リーグに参入したにもかかわらず、現在KBO所属球団で最多（4人）の100勝投手を輩出しており、またその中で150勝以上が2人いる（宋津宇と鄭珉哲）。ちなみに、韓国プロ野球で150勝以上の成績を残した投手は、史上3人しかない。さらに宋津宇は韓国プロ野球唯一の200勝投手である。しかも、この100勝投手4人全員が選手時代には韓国の他の球団に所属したことのないイーグルス一筋の選手である。

## 歴代監督
- 裵聖瑞（ペ・ソンソ）1985年 - 1987年
- 金永徳（キム・ヨンドク）1988年 -1993年
- 姜秉徹（カン・ビョンチョル）1994年 - 1998年7月　※1998年はシーズン途中、成績不振の責任を取って解任
- 李煕洙（イ・ヒス）1998年7月 - 2000年　※1998年は監督代行
- 李廣煥（イ・グァンファン）2001年 - 2002年
- 柳承安（ユ・スンアン）2003年 - 2004年
- 金寅植（キム・インシク）2005年 - 2009年
- 韓大化（ハン・デファ）2010年 - 2012年8月　※2012年はシーズン途中、成績不振の責任を取って辞任
- 韓容悳（ハン・ヨンドク）2012年8月 - 10月 ※監督代行
- 金應龍（キム・ウンニョン）2013年 - 2014年
- 金星根（キム・ソングン）2015年 - 2017年5月
- 李相君（イ・サングン）2017年5月 - 10月　※監督代行
- 韓容悳【第二期】2018年 - 2020年6月
- 崔元豪（チェ・ウォンホ）2020年6月 - 10月　※監督代行
- カルロス・スベロ 2021年 - 2023年5月
- 崔元豪（チェ・ウォンホ）2023年5月 - 2024年5月
- 鄭慶培（チョン・ギョンべ）2024年5月 ※監督代行
- 金卿文（キム・ギョンムン）2024年6月 -

## 在籍選手

### 首脳陣

#### 一軍
| 背番号 | 名前   | 読み               | 役職                   |
| ------ | ------ | ------------------ | ---------------------- |
| 74     | 金卿文 | キム・ギョンムン   | 監督                   |
| 88     | 梁承琯 | ヤン・スングァン   | 首席コーチ             |
| 82     | 金在杰 | キム・ジェゴル     | 作戦兼走塁コーチ       |
| 79     | 楊相汶 | ヤン・サンムン     | 投手コーチ             |
| 87     | 金旻浩 | キム・ミンホ       | 打撃コーチ             |
| 85     | 鄭鉉錫 | チョン・ヒョンソク | 打撃コーチ補佐         |
| 83     | 金佑碩 | キム・ウソク       | 守備コーチ             |
| 91     | 秋承佑 | チュ・スンウ       | 外野守備走塁コーチ     |
| 90     | 金正敏 | キム・ジョンミン   | バッテリーコーチ       |
| 76     | 尹奎眞 | ユン・ギュジン     | ブルペンコーチ         |
| 80     | 高東鎮 | コ・ドンジン       | 戦力分析コーチ         |
| 84     | 李志豊 | イ・ジプン         | 総轄トレーニングコーチ |
| なし   | 金炯旭 | キム・ヒョンウク   | トレーニングコーチ     |
| なし   | 金淵奎 | キム・ヨンギュ     | トレーニングコーチ     |
| なし   | 嚴江鉉 | オム・ガンヒョン   | トレーニングコーチ     |
| なし   | 孫昊永 | ソン・ホヨン       | トレーニングコーチ     |
| なし   | 張世洪 | チャン・セホン     | トレーニングコーチ     |

#### 二軍
| 背番号 | 名前     | 読み             | 役職                       |
| ------ | -------- | ---------------- | -------------------------- |
| 71     | 李大振   | イ・デジン       | 監督                       |
| 77     | 朴哉相   | パク・チェサン   | 作戦兼走塁コーチ           |
| 75     | 朴正眞   | パク・チョンジン | 投手コーチ                 |
| 89     | 鄭慶培   | チョン・ギョンベ | 打撃統括コーチ             |
| 73     | 崔允碩   | チェ・ユンソク   | 守備コーチ                 |
| 78     | 金南亨   | キム・ナムヒョン | 外野守備走塁コーチ         |
| 70     | 鶴岡一成 |                  | バッテリーコーチ           |
| 92     | 鄭ウラム | チョン・ウラム   | ブルペンコーチ             |
| なし   | 金宰珉   | キム・ジェミン   | リハビリトレーニングコーチ |

#### 育成軍
| 背番号 | 名前   | 読み           | 役職             |
| ------ | ------ | -------------- | ---------------- |
| 81     | 金性甲 | キム・ソンガプ | 総括コーチ       |
| 72     | 朴承珉 | パク・スンミン | 投手コーチ       |
| 86     | 鄭範模 | チョン・ボムモ | バッテリーコーチ |
| なし   | 李修赫 | イ・スヒョク   | リハビリコーチ   |

### 投手
| 背番号 | 選手名           | 読み                 | 投 | 打 | 備考                                        |
| ------ | ---------------- | -------------------- | -- | -- | ------------------------------------------- |
| 1      | 文棟柱           | ムン・ドンジュ       | 右 | 右 |                                             |
| 5      | 尹臺卿           | ユン・デギョン       | 右 | 右 |                                             |
| 11     | 嚴相伯           | オム・サンベク       | 右 | 右 | KTからFA移籍                                |
| 14     | 金昇一           | キム・スンイル       | 右 | 右 | 69から背番号変更                            |
| 15     | 金騎中           | キム・ギジュン       | 左 | 左 |                                             |
| 18     | 李相圭           | イ・サンギュ         | 右 | 右 |                                             |
| 19     | 李充浩           | イ・チュンホ         | 左 | 左 | 育成選手                                    |
| 26     | 韓丞赫           | ハン・スンヒョク     | 右 | 左 |                                             |
| 27     | 李民友           | イ・ミンウ           | 右 | 右 |                                             |
| 28     | 張施晥           | チャン・シファン     | 右 | 右 |                                             |
| 29     | 黄晙舒           | ファン・ジュンソ     | 左 | 左 |                                             |
| 30     | コディ・ポンセ   |                      | 右 | 右 | 新外国人                                    |
| 34     | 鄭伊媓           | チョン・イファン     | 右 | 右 | 31から背番号変更 育成選手                   |
| 36     | 張瑉宰           | チャン・ミンジェ     | 右 | 右 |                                             |
| 38     | 金鍾守           | キム・ジョンス       | 右 | 右 | 育成選手から追加登録                        |
| 39     | 姜才珉           | カン・ジェミン       | 右 | 右 | 兵役から復帰 育成選手                       |
| 40     | 張志秀           | チャン・ジス         | 右 | 右 |                                             |
| 43     | 鄭宇宙           | チョン・ウジュ       | 右 | 右 | 2025年新人ドラフト1巡目                     |
| 44     | 金瑞鉉           | キム・ソヒョン       | 右 | 右 | 54から背番号変更                            |
| 45     | 裵玟曙           | ペ・ミンソ           | 右 | 右 | 39から背番号変更                            |
| 46     | 李テヤン         | イ・テヤン           | 右 | 左 |                                             |
| 47     | 金範洙           | キム・ボムス         | 左 | 左 |                                             |
| 48     | 元鍾赩           | ウォン・ジョンヒョク | 右 | 右 | 110から背番号変更 育成選手から追加登録      |
| 49     | 尹産欽           | ユン・サンフム       | 右 | 右 | 兵役から復帰 育成選手から追加登録           |
| 53     | 金民宇           | キム・ミンウ         | 右 | 右 |                                             |
| 55     | ライアン・ワイス |                      | 右 | 右 |                                             |
| 58     | 朴相垣           | パク・サンウォン     | 右 | 右 |                                             |
| 61     | 裵東玄           | ぺ・ドンヒョン       | 右 | 左 | 育成選手から追加登録                        |
| 62     | 金度儐           | キム・ドビン         | 右 | 右 |                                             |
| 64     | 権珉規           | クォン・ミンギュ     | 左 | 左 | 2025年新人ドラフト2巡目                     |
| 66     | 朱炫相           | チュ・ヒョンサン     | 右 | 右 |                                             |
| 68     | 曺東昱           | チョ・ドンウク       | 左 | 左 |                                             |
| 93     | 李性旼           | イ・ソンミン         | 左 | 左 | 113から背番号変更 育成選手                  |
| 96     | 文勝秦           | ムン・スンジン       | 右 | 右 | 101から背番号変更 育成選手                  |
| 99     | 柳賢振           | リュ・ヒョンジン     | 左 | 右 |                                             |
| 100    | 李基昌           | イ・ギチャン         | 右 | 右 | 107から背番号変更 育成選手                  |
| 101    | 梁宣律           | ヤン・ソンリュル     | 右 | 右 | KBO復帰 育成選手                            |
| 102    | 韓瑞九           | ハン・ソグ           | 左 | 左 | 兵役から復帰 育成選手                       |
| 103    | 朴聲雄           | パク・ソンウン       | 左 | 左 | 63から背番号変更 育成選手                   |
| 104    | 李東映           | イ・ドンヨン         | 左 | 左 | 2025年新人ドラフト5巡目 育成選手            |
| 107    | 嚴相賢           | オム・サンヒョン     | 右 | 右 | 2025年新人ドラフト8巡目 育成選手            |
| 108    | 嚴ヨセプ         | オム・ヨセプ         | 右 | 右 | 2025年新人ドラフト9巡目 育成選手            |
| 109    | 最株原           | チェ・ジュウォン     | 右 | 右 | 2025年新人ドラフト10巡目 育成選手           |
| 110    | 金範俊           | キム・ボムジュン     | 右 | 右 | 49から背番号変更 育成選手                   |
| 111    | 朴孚晟           | パク・ブソン         | 右 | 右 | 新入団 育成選手                             |
| 112    | 金寛佑           | キム・グァンウ       | 右 | 右 | 兵役から復帰 育成選手                       |
| 113    | 朴俊映           | パク・チュンヨン     | 右 | 右 | 兵役から復帰 育成選手                       |
| 115    | 閔昇基           | ミン・スンギ         | 右 | 右 | KBO復帰 育成選手                            |
| 116    | 金兼渽           | キム・ギョンジェ     | 右 | 右 | 兵役から復帰 育成選手                       |
| 119    | 朴在圭           | パク・チェギュ       | 右 | 右 | 兵役から復帰 育成選手                       |
|        | 南知珉           | ナム・ジミン         | 右 | 右 | 軍保留選手                                  |
|        | 金奎演           | キム・ギュヨン       | 右 | 右 | 軍保留選手                                  |
|        | 成沚訓           | ソン・ジフン         | 左 | 左 | 軍保留選手                                  |
|        | 梁冏瑁           | ヤン・ギョンモ       | 右 | 右 | 軍保留選手 育成選手                         |
|        | 承志桓           | スン・ジファン       | 右 | 右 | 軍保留選手 育成選手                         |
|        | 朴相賢           | パク・サンヒョン     | 右 | 右 | 2025年新人ドラフト6巡目 軍保留選手 育成選手 |

### 捕手
| 背番号 | 選手名 | 読み               | 投 | 打 | 備考                                  |
| ------ | ------ | ------------------ | -- | -- | ------------------------------------- |
| 12     | 許官會 | ホ・グァンフェ     | 右 | 右 | 10から背番号変更 育成選手             |
| 13     | 崔在勲 | チェ・ジェフン     | 右 | 右 |                                       |
| 20     | 李宰元 | イ・ジェウォン     | 右 | 右 | 32から背番号変更                      |
| 32     | 張圭賢 | チャン・ギュヒョン | 右 | 左 | 96から背番号変更                      |
| 42     | 朴相彦 | パク・サンオン     | 右 | 右 |                                       |
| 59     | 許引瑞 | ホ・インソ         | 右 | 右 | 94から背番号変更 育成選手から追加登録 |
| 67     | 韓支允 | ハン・ジユン       | 右 | 右 | 2025年新人ドラフト3巡目               |
| 01     | 安鎮   | アン・ジン         | 右 | 右 | 39から背番号変更 育成選手             |
|        | 李承泫 | イ・スンヒョン     | 右 | 右 | 軍保留選手 育成選手                   |

### 内野手
| 背番号 | 選手名 | 読み               | 投 | 打 | 備考                                          |
| ------ | ------ | ------------------ | -- | -- | --------------------------------------------- |
| 2      | 沈佑俊 | シム・ウジュン     | 右 | 右 | KTからFA移籍                                  |
| 3      | 安致弘 | アン・チホン       | 右 | 右 |                                               |
| 4      | 趙漢珉 | チョ・ハンミン     | 右 | 右 | 48から背番号変更 育成選手                     |
| 6      | 韓敬彬 | ハン・ギョンビン   | 右 | 左 | 育成選手                                      |
| 7      | 李度潤 | イ・ドユン         | 右 | 左 |                                               |
| 8      | 盧施煥 | ノ・シファン       | 右 | 右 |                                               |
| 16     | 河周錫 | ハ・ジュソク       | 右 | 左 |                                               |
| 17     | 権光旻 | クォン・グァンミン | 左 | 左 |                                               |
| 22     | 蔡恩成 | チェ・ウンソン     | 右 | 右 |                                               |
| 37     | 金仁煥 | キム・インファン   | 右 | 左 |                                               |
| 51     | 文賢彬 | ムン・ヒョンビン   | 右 | 左 | 64から背番号変更                              |
| 54     | 宋淏楨 | ソン・ホジョン     | 右 | 左 | 102から背番号変更 育成選手                    |
| 56     | 金楗   | キム・ゴン         | 右 | 右 | 育成選手                                      |
| 60     | 李昇炫 | イ・スンヒョン     | 右 | 左 | 新入団 育成選手から追加登録 112から背番号変更 |
| 63     | 朴正賢 | パク・チョンヒョン | 右 | 右 | 兵役から復帰                                  |
| 65     | 鄭珉圭 | チョン・ミンギュ   | 右 | 右 | 兵役から復帰                                  |
| 69     | 辛玗財 | シン・ウジェ       | 右 | 右 | 114から背番号変更 育成選手                    |
| 95     | 黄永黙 | ファン・ヨンムク   | 右 | 左 |                                               |
| 98     | 裵昇秀 | ぺ・スンス         | 右 | 右 | 2025年新人ドラフト4巡目                       |
| 105    | 崔元準 | チェ・ウォンジュン | 右 | 左 | 兵役から復帰 育成選手                         |
| 106    | 李誌成 | イ・ジソン         | 右 | 右 | 2025年新人ドラフト7巡目 育成選手              |
| 114    | 金睿俊 | キム・イェジュン   | 右 | 左 | 兵役から復帰 育成選手                         |
| 117    | 魯錫鎮 | ノ・ソクチン       | 右 | 左 | 兵役から復帰 育成選手                         |
|        | 李旻俊 | イ・ミンジュン     | 右 | 右 | 軍保留選手                                    |
|        | 鄭恩源 | チョン・ウンウォン | 右 | 左 | 軍保留選手                                    |

### 外野手
| 背番号 | 選手名           | 読み               | 投 | 打 | 備考                                                            |
| ------ | ---------------- | ------------------ | -- | -- | --------------------------------------------------------------- |
| 0      | ルイス・リベラト |                    | 左 | 左 | 新外国人                                                        |
| 9      | 李相赫           | イ・サンヒョク     | 右 | 左 | 65から背番号変更                                                |
| 10     | 李振栄           | イ・ジンヨン       | 右 | 右 | 45から背番号変更                                                |
| 24     | 林宗燦           | イム・ジョンチャン | 右 | 左 |                                                                 |
| 25     | 金泰延           | キム・テヨン       | 右 | 右 |                                                                 |
| 31     | 孫児葉           | ソン・アソプ       | 右 | 左 | NCからトレード移籍                                              |
| 33     | 劉撈潔           | ユ・ロギョル       | 右 | 右 |                                                                 |
| 41     | 崔寅豪           | チェ・インホ       | 右 | 左 |                                                                 |
| 50     | 李元碩           | イ・ウォンソク     | 右 | 右 |                                                                 |
| 57     | 李慜渽           | イ・ミンジェ       | 右 | 左 | 2025年新人ドラフト11巡目 育成選手から追加登録 110から背番号変更 |
| 94     | 崔埈㥠           | チェ・ジュンソ     | 右 | 左 | 108から背番号変更 育成選手から追加登録                          |
| 97     | 劉旻             | ユ・ミン           | 右 | 右 | 106から背番号変更 育成選手                                      |
| 118    | 金海澯           | キム・ヘチャン     | 右 | 右 | 兵役から復帰 育成選手                                           |
|        | 権晛             | クォン・ヒョン     | 右 | 左 | 軍保留選手 育成選手                                             |
|        | 鄭安席           | チョン・アンソク   | 右 | 左 | 軍保留選手 育成選手                                             |

## 永久欠番
| 宋津宇 | 鄭珉哲 | 張鍾勲 |

- 21 宋津宇（ソン・ジヌ、朝: 송진우、2009年9月22日 - ）
- 23 鄭珉哲（チョン・ミンチョル、朝: 정민철、2009年9月10日 - ）
- 35 張鍾勲（チャン・ジョンフン、朝: 장종훈、2005年8月29日 - ）
- 52 金泰均（キム・テギュン、朝: 김태균、2021年5月18日 - ）

## 主な退団・引退選手及びコーチングスタッフ

### 韓国人選手
- 柳承安（ユ・スンアン、在籍1986年 - 1991年）

球団創設時のメンバー。2003年 - 2004年はチームの監督も務める。2010年より警察庁野球団監督。息子はプロ野球選手の柳元相。
- 韓禧敏（ハン・ヒミン、在籍1986年 - 1992年）

球団創設時からローテーションを支えた下手投げ投手。1994年 - 1995年の2年間は、初の韓国人選手として台湾プロ野球・俊国ベアーズでもプレー。
- 李相君（イ・サングン、在籍1986年 - 1996年、1999年 - 2001年）

球団創設期からチームを支えてきたエース投手。一旦引退して1997年から投手コーチを務めたが、通算100勝に未練を断ち切れず1999年に現役復帰。そのおかげで、選手としてチームの優勝を経験し、願望だった個人通算100勝も達成できた。2001年シーズンを最後に再び現役引退し、2017年シーズン途中から終了まで監督代行を務め、フロント入りした。
- 李康敦（イ・ガンドン、在籍1986年 - 1997年）

草創期の打線の中軸を務めた好打者。積極的なスイングで好球必打を信条とし、それでも高打率を残すなど、初球打ちの達人と言われた。
- 姜正吉（カン・ジョンギル、在籍1986年 - 1995年）

草創期、ダイナマイト打線と呼ばれたチーム打線で5番打者を任せられ、堅実な打撃で貢献した好打者。
- 李政勲（朝鮮語版）（イ・ジョンフン、在籍1987年 - 1994年）

1987年の新人王。闘志溢れるプレイでファンに愛された。現役当時ダイナマイト打線と呼ばれたチーム打線のリードオフマンとして1991-1992年2年連続首位打者のタイトルを獲得。以降、韓国プロ野球で2年連続で首位打者をタイトルを獲得した打者は2009年まで出なかった(2010、2011年と李大浩が2年連続首位打者を獲得）。現在は親会社のハンファグループ傘下の天安北一高等学校の野球部監督を務めている。2012年には第25回AAA世界野球選手権大会の韓国代表監督も務める。
- 張鍾熏（チャン・ジョンフン、在籍1987年 - 2005年）

テスト生から入団して、引退する時は韓国プロ野球の個人通算最多本塁打記録を保持した。背番号35はチームの永久欠番となる。
- 韓容悳（ハン・ヨンドク、在籍1988年 - 2004年）

東亜大学中退後、張鍾熏同様テスト生として入団して、1990年代中盤はローテーションのエースにまで成長した。
入団時の背番号は、引退する時に40勝できればという願望を込めて40番を選んだが、引退した時はその3倍に上る120勝を超えた。
引退後はスカウトやコーチを歴任し、2012年8月28日、韓大化監督の辞任により同年10月初旬までハンファの監督代行をつとめた。2018年よりハンファの監督として指揮を執った。
- 宋津宇（ソン・ジヌ、在籍1989年 - 2009年）

韓国で唯一の200勝記録を持つ大投手。
- 姜錫千（カン・ソクチョン、在籍1989年 - 2003年）

三塁手のポジションで堅実なプレイを見せ、好打者が並んだチーム打線を完成させた。
- 鄭珉哲（チョン・ミンチョル、在籍1992年 - 1999年、2002年 - 2009年）

元読売ジャイアンツ。
- 具臺晟（ク・デソン、在籍1993年 - 2000年、2006年 - 2010年）

元オリックス・ブルーウェーブ、ニューヨーク・メッツ。
- 盧長震（ノ・ジャンジン、在籍1993年 - 1998年）

大きな期待を受けて入団するが素行不良が目立ち、三星にトレードされる。
- 李栄雨（イ・ヨンウ、在籍1996年 - 2010年）

1999年の優勝に貢献した外野手。
- 文東煥（ムン・ドンファン、在籍2004年 - 2009年）

4年間先発ローテーションの一角を担った。
- 趙成珉（チョ・ソンミン、在籍2005年 - 2007年）

元読売ジャイアンツ。2012年に事故で死亡した。
- 金敏宰（キム・ミンジェ、在籍2006年 - 2009年）

2度のFAで3チームを渡り歩いた内野手。
- 李杋浩（イ・ボムホ、在籍2000年 - 2009年）

最終所属起亜タイガース。日本国の福岡ソフトバンクホークスにも在籍した。
- 張盛好（チャン・ソンホ、在籍2010年 - 2012年）

史上最年少で韓国プロ野球史上3人目となる2000本安打を達成したレジェンド。
- 朴賛浩（パク・チャンホ、在籍2012年）

韓国人初のメジャーリーガー。現役最後の1年をハンファで過ごした。
- 李鍾煥（イ・ジョンファン、在籍2015年 - 2017年）

大型トレードで入団するもほとんど戦力にならず、3年で解雇される。
- 申成鉉（シン・ソンヒョン、在籍2015 - 2017）

元広島東洋カープ。
- 裵英洙（ペ・ヨンス、在籍2015年 - 2018年）

最終所属斗山ベアーズ。2015年にFAで入団し、主に先発として活躍した。2018年で契約が切れたことで自由契約を選び斗山へ移籍。
- 朴正眞（パク・チョンジン、在籍1999年 - 2018年）

プロ入りから引退までハンファ一筋のフランチャイズプレーヤー。
- 金泰均（キム・テギュン、在籍2001年 - 2009年、2012年 - 2020年）

長らく打線の中軸として活躍してきた4番打者。
- 宋光敏（ソン・グァンミン、在籍2006年 - 2020年）

カリスマと称えられた主戦三塁手。2010年代後半に活躍した。
- 鄭寅煜（チョン・イヌク、在籍2021年）

三星から先発を期待され入団するも1年で解雇される。
- 鄭振浩（チョン・ジノ、在籍2020年 - 2021年）

2次ドラフトで斗山から入団するも2年で解雇される。
- 呉先真（オ・ソンジン、在籍2008年 - 2021年、2023年）

10年代前半に内野の主力として活躍。一度トレードで退団した後にFAで復帰するが、2次ドラフトで指名され再び退団した。
- 張雲浩（チャン・ウンホ、在籍2013年 - 2023年）
- 鄭ウラム（チョン・ウラム、在籍2016年 - 2024年）
- 金江珉（キム・ガンミン、在籍2024年）
- 李明起（イ・ミョンギ、在籍2023年 - 2024年）

### 在日韓国人及び韓国系日本人選手
- 福士敬章（在籍1986年）

韓国名は張明夫（チャン・ミョンブ）。元読売ジャイアンツ、南海ホークス、広島東洋カープ。
1986年、青宝ピントゥスから移籍も1勝18敗の成績で同年限りで退団、引退。
- 吉村元富（在籍1986年 - 1991年）

韓国名は高元富（コ・ウォンブ）。元南海ホークス。
1989年、首位打者とゴールデングラブ賞を獲得。
- 高山智行（在籍2005年）

元阪神タイガース。韓国名は高智行（コ・ジヘン）。
- 大原秉秀（在籍2009年）

元東京ヤクルトスワローズ。韓国名は姜秉秀（カン・ビョンス）。

### その他の外国人選手
- 宮城弘明（在籍1988年 - 1992年）

元ヤクルトスワローズ。韓国での登録名は金弘明（キム・ホンミョン）。
もともと、韓国出身者とは血縁関係のない日本人なので、当時のルールでは球団に所属できなかったはずだったが、スカウトが在日韓国人と偽った上で入団した。
- マイク・ブッシュ（在籍1998年）
- ダン・ローマイヤー（在籍1999年 - 2000年）

1997年にシアトル・マリナーズでのメジャー経験あり。1999年、シーズン45本塁打で指名打者部門でゴールデングラブ賞受賞。
- ジェイ・デービス（Jay Davis、在籍1999年 - 2002年、2004年 - 2006年）

韓国プロ球界の外国人野手としては史上最長となる7年間活躍。
- ブライアン・ウォーレン（在籍2001年）

元千葉ロッテマリーンズ。
- ホセ・ヌーニェス（在籍2001年）

元福岡ダイエーホークス。
- ホセ・パーラ（在籍2002年）

元読売ジャイアンツ、オリックス・バファローズ
- レン・ピコタ（在籍2002年 - 2003年）
- エディ・ディアス（在籍2004年）

元広島東洋カープ。
- マーク・スミス（在籍2005年）

元ヤクルトスワローズ。
- ティルソン・ブリトー（在籍2005年）
- セドリック・バワーズ（在籍2007年）

元横浜ベイスターズ、東北楽天ゴールデンイーグルス。韓国ではセドリックの登録名で登録した。
- ブラッド・トーマス（在籍2008年 - 2009年）

元北海道日本ハムファイターズ。
- ビクトル・ディアス（在籍2009年）

元中日ドラゴンズ
- エリック・ヤング（在籍2009年）

元オリックス・バファローズ。
- ホセ・カペラン（在籍2010年）
- フランシスリー・ブエノ（在籍2010年）
- カリーム・ガルシア（在籍2011年）

元オリックス・バファローズ。
- ショーン・ヘン（在籍2012年）
- デニー・ボーティスタ（在籍2011年 - 2013年）
- ダナ・イブランド（在籍2013年）
- キャレブ・クレイ（在籍2014年）
- アンドリュー・アルバース（在籍2014年）

元オリックス・バファローズ。
- ライアン・タトゥスコ（在籍2014年）
- フェリックス・ピーエイ（在籍2014年）
- ナイジャー・モーガン（在籍2015年）

元横浜DeNAベイスターズ。
- シェーン・ユーマン（在籍2015年）
- ミッチ・タルボット（在籍2015年）
- ジェイク・フォックス（在籍2015年）
- アレッサンドロ・マエストリ（在籍2016年）

元オリックス・バファローズ。
- エスミル・ロジャース（在籍2015-2016年）
- ファビオ・カスティーヨ（在籍2016年）

元埼玉西武ライオンズ。
- エリック・サーカンプ（在籍2016年）
- ウィリン・ロサリオ（在籍2016-2017年）

元阪神タイガース。
- アレクシー・オガンド（在籍2017年）
- カルロス・ビヤヌエバ（在籍2017年）
- キーバス・サンプソン（在籍2018年）
- デビッド・ヘイル（在籍2018年）
- チャド・ベル（在籍2019-2020年）
- ワーウィック・サーポルド（在籍2019-2020年）
- ジャレッド・ホイング（在籍2018-2020年）
- ブランドン・バーンズ（在籍2020年）
- リオン・ヒーリー（在籍2021年）
- エルナン・ペレス（在籍2021年）
- ライアン・カーペンター（在籍2021-2022年）
- ニック・キンガム（在籍2021-2022年）
- イェフリー・ラミレス（在籍2022年）
- マイク・トークマン（在籍2022年）
- バーチ・スミス（在籍2023年）

元埼玉西武ライオンズ
- ブライアン・オグレディ（在籍2023年）

元埼玉西武ライオンズ
- ニック・ウィリアムズ（在籍2023年）
- フェリックス・ペーニャ（在籍2022-2024年）
- ハイメ・バリア（在籍2024年）
- エステバン・フロリアル（在籍2025年）

### 在日韓国人・外国人コーチ
- 近藤和彦（在籍1997年）

元大洋ホエールズ、近鉄バファローズ
- 山本一彦（在籍2004-2005年）

韓国名は崔一彦（チェ・イルオン）。
- 高代延博（在籍2010年）

元日本ハムファイターズ、広島東洋カープ
- 花増幸二（在籍2010-2012年）

元日本ハムファイターズ
- 福原峰夫（在籍2012年）

元オリックス・ブルーウェーブ
- 西本聖（在籍2015年）

元読売ジャイアンツ、中日ドラゴンズ、オリックス・ブルーウェーブ
- 正田耕三（在籍2015-2016年）

元広島東洋カープ
- 古久保健二（在籍2015年）

元大阪近鉄バファローズ
- 安部理（在籍2015年）

元西武ライオンズ、大阪近鉄バファローズ
- 立石充男（在籍2015年）

元南海ホークス
- 小林誠二（在籍2016年）

元広島東洋カープ、西武ライオンズ
- 馬場敏史（在籍2016年）

元福岡ダイエーホークス、オリックス・ブルーウェーブ、ヤクルトスワローズ
- 沖泰司（在籍2016年）

元日本ハムファイターズ
- 宮本好宣（在籍2016年）

元日本ハムファイターズ
- 中島輝士（在籍2017年）

元日本ハムファイターズ、近鉄バファローズ
- 田辺徳雄（在籍2019年）

元西武ライオンズ、読売ジャイアンツ

## 参考資料
- 東亜日報日本語版サイト
- KBS WORLD
- KSTARニュース
- 韓国情報発信基地！innolife.net（運営：ユーキャンバイザワールド株式会社）
- 『☆Strike Zone☆　韓国プロ野球応援！』（室井昌也運営の韓国プロ野球情報サイト）